# Uppgifter rörande Arthur Jermyn och hans anfäder
Uppgifter rörande Arthur Jermyn och hans anfäder är en novell från 1920 skriven av den amerikanske författaren 
H.P. Lovecraft. Historien publicerades först i journalen The Wolverine i mars 1921 under titeln The White Ape.

## Handling
Utifrån ett berättarperspektiv återges familjen Jermyns släkthistoria, det efter att den siste medlemmen i släkten Arthur Jermyn begått självmord genom att antända sig själv. Utseendena bland medlemmarna i släkten beskrivs abnormala med ovanliga ansiktsformer och förlängda lemmar, de beskrivs även som svagsinta och temperamentsfulla. Märkligheterna i familjen börjar när sir Wade Jermyn, Arthurs gammel-gammel-gammel farfar som anses ha varit en av de första européer att utforskat Kongobäckenet. Under sin resa skall denne ha upptäckt en tidigare okänd civilisation bestående av apor med vit päls. Vid hemkomsten till England har sir Wade med sig en portugisisk köpmannadotter samt deras son som han låter hålla inlåsta i ett rum utan kontakt med omvärlden. Köpmannadottern återvände dock snart tillbaka till Afrika, där hon senare avlider och begravs i en gyllene kista. Flera decennier senare låter Arthur föra kistan tillbaka till England. Av ren nyfikenhet vill Arthur öppna den gyllene kistan för att få se sin anmoder. I kistan finner Arthur en mumifierad gorilla, kvarlevorna från den s.k. portugisiska köpmannadottern, varefter han drabbas av vansinne med självmord som följd. 
Enligt en lokal afrikansk sägen skall en apprinsessa gift sig med en vit gud. Tillsammans skall paret fått en son varpå de alla tre sedan skall ha rest iväg långt bort västerut.

## Inspiration
Kritiker har påpekat att Edgar Rice Burroughs The Return of Tarzan och Tarzan and the Jewels of Opar kan ha varit en källa för inspiration till novellen.